# François Amégasse
François Amégasse   (Gabon, 10 d'octubre de 1965) és un exfutbolista del Gabon de la dècada de 1990.
Fou internacional amb la selecció de futbol del Gabon.
Pel que fa a clubs, destacà a AS Sogara i Mbilinga FC.